# يوليوس وولف (أستاذ جامعي ألماني)
يوليوس وولف (بالألمانية: Julius Wolff)‏ هو جراح ألماني، ولد في 21 مارس 1836 في Mirosławiec ‏ في بولندا، وتوفي في 18 فبراير 1902 في برلين في ألمانيا.